# Micrambe perrisi
Micrambe perrisi é uma espécie de insetos coleópteros polífagos pertencente à família Cryptophagidae.
A autoridade científica da espécie é C.Brisout de Barneville, tendo sido descrita no ano de 1882.
Trata-se de uma espécie presente no território português.